# 長野県道315号波田北大妻豊科線

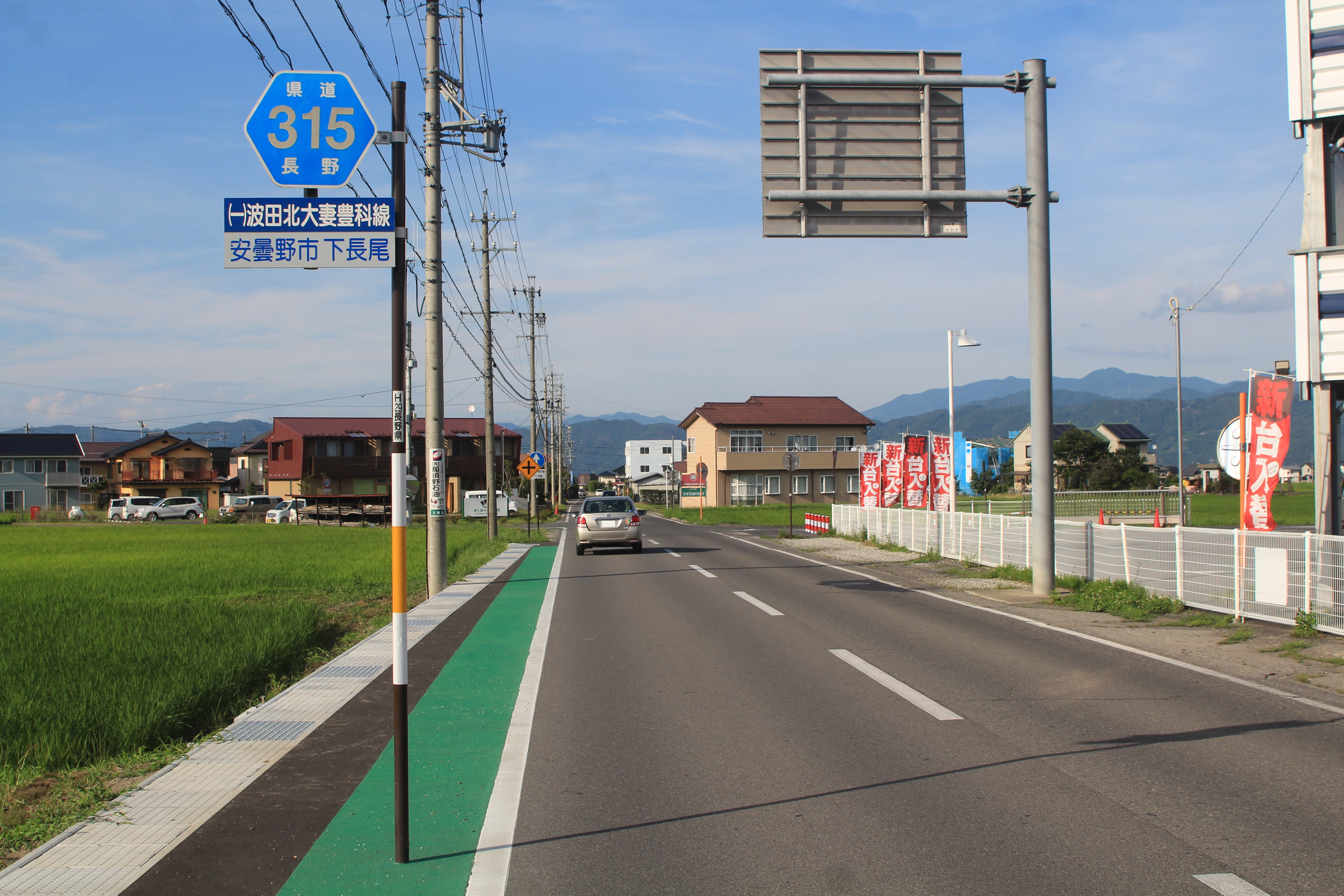
長野県道315号波田北大妻豊科線、安曇野市三郷温にて

長野県道315号波田北大妻豊科線（ながのけんどう315ごう はたきたおおづまとよしなせん）は、長野県松本市波田と安曇野市豊科を結ぶ一般県道である。

## 概要

### 要目
- 起点：松本市波田下島（国道158号交点）
- 終点：安曇野市豊科高家字立石（立石交差点、長野県道316号梓橋田沢停車場線交点）

## 通過する自治体
- 松本市 - 安曇野市

## 接続・交差する道路
- 国道158号
- 長野県道449号上竹田波田線（県道315号と接続すべく構想されているが未着手）
- 長野県道278号大野田梓橋停車場線
- 長野県道319号小倉梓橋停車場線
- 長野県道321号中堀一日市場停車場線
- 長野県道314号田多井中萱豊科線
- 長野県道316号梓橋田沢停車場線

事業中の道路
- 松本波田道路 波田インターチェンジ ※詳細は、中部縦貫自動車道#松本波田道路を参照。